# Čchang-e 2
Čchang-e 2 je druhá čínská kosmická sonda určená v roce 2010 k průzkumu Měsíce a zároveň první čínská meziplanetární sonda.

## Program a vybavení
Sonda je součástí první fáze čínského kosmického výzkumu Měsíce (všeobecně nazývaného program Čchang-e), který zahrnuje podrobný výzkum Měsíce z jeho oběžné dráhy. Z technologického hlediska je tato sonda podobná své předchůdkyni Čchang-e 1, obsahuje také podobné vědecké vybavení. Na rozdíl od ní má však vícero vylepšení, např. výkonnější CCD kameru na snímkování Měsíce. Celková hmotnost sondy je 2 480 kg.

## Průběh mise

### První fáze
Sonda odstartovala 1. října 2010 v 11:00 UTC z kosmdromu Si-čchang s pomocí nosné rakety Dlouhý pochod. Při tomto startu byla na rozdíl od Čchang-e 1 použitá výkonnější nosná raketa, aby mohlo k přechodu na transluneční dráhu dojít dříve. Počáteční geocentrická parkovací dráha tak dosahovala přibližně parametrů 200 x 380 000 km. Doba přeletu k Měsíci tak byla zkrácena na 5 dní proti 152 dnům své předchůdkyně. Čchang-e 2 tak byla na sluneční dráhu navedena už 6. října 2010. Tři dny poté byla sonda navedena na přibližně kruhovou pracovní dráhu ve výšce 100 km, 26. října bylo perigeum této dráhy sníženo na 15 km a sonda naplno spustila vědecký výzkum Měsíce a přitom pořizovala snímky z povrchu s rozlišením 1 metr/pixel.

### Druhá fáze
Dne 9. června 2011 sonda ukončila blízký výzkum Měsíce a po zážehu korekčního motoru se odpoutala z jeho oběžné dráhy a přešla na jinou dráhu zaměřenou do libračního bodu L2. Stala se tak historicky první sondou, která takovýto přímý přechod z selenocentrické dráhy dráhy do libračního bodu L2 uskutečnila. V tomto bodě sonda pokračovala ve výzkumu meziplanetárního prostoru. Po manévru 15. dubna 2012 sonda oblast tohoto bodu opustila a jako první čínská sonda přešla na meziplanetární dráhu, která ji navedla k střetnutí s drahou planetky 4179 Toutatis. Kolem ní přeletěla v těsné blízkosti (méně než 3,2 km) 13. prosince 2012 a pořídila mnoho kvalitních snímků této planetky.